# Portugál rali

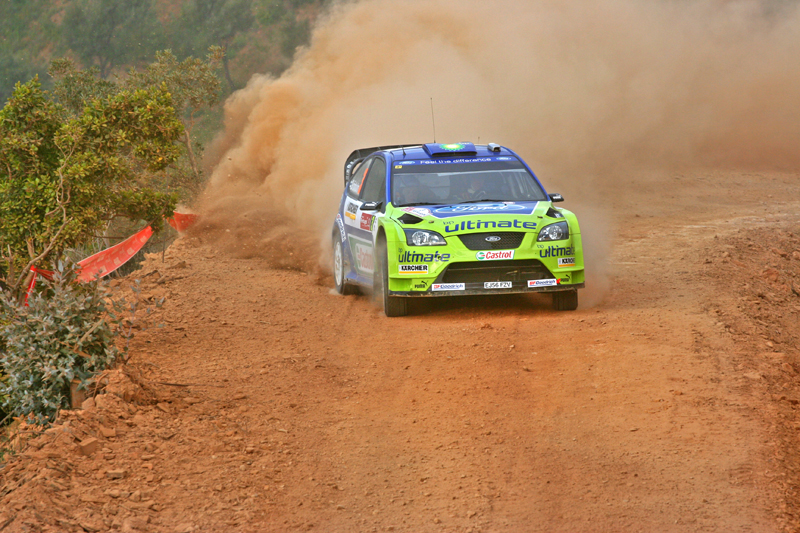
Marcus Grönholm a 2007-es versenyen

A Portugál rali (hivatalosan: Rally de Portugal) egy raliverseny Portugáliában. Első alkalommal 1967-ben került megrendezésre. Jelenleg a rali-világbajnokság futamaként szerepel. Legtöbbször, szám szerint hatszor a  francia Sébastien Ogier tudta megnyerni a versenyt.

## Győztesek
| Év   | Hivatalos megnevezés                  | Versenyző               | Navigátor               | Autó                       | Bajnokság |
| ---- | ------------------------------------- | ----------------------- | ----------------------- | -------------------------- | --------- |
| 1967 | 1º Rallye Internacional TAP           | José Carpinteiro Albino | Silva Pereira           | Renault 8 Gordini          |           |
| 1968 | 2º Rallye Internacional TAP           | Tony Fall               | R. Cellin               | Lancia Fulvia HF 1.3       |           |
| 1969 | 3º Rallye Internacional TAP           | Francisco Romãozinho    | "Jocames"               | Citroën DS 21              |           |
| 1970 | 4º Rallye Internacional TAP           | Simo Lampinen           | John Davenport          | Lancia Fulvia HF 1.6       |           |
| 1971 | 5º Rallye Internacional TAP           | Jean-Pierre Nicolas     | Jean Todt               | Alpine Renault A110 1600   |           |
| 1972 | 6º Rallye Internacional TAP           | Achim Warmbold          | John Davenport          | BMW 2002 TI                |           |
| 1973 | 7º Rallye Internacional TAP           | Jean-Luc Thérier        | Jacques Jaubert         | Alpine Renault A110 1800   | WRC       |
| 1974 | 8º Rallye Internacional TAP           | Raffaele Pinto          | Arnaldo Bernacchini     | Fiat Abarth 124 Rallye     | WRC       |
| 1975 | 9º Rallye de Portugal Vinho do Porto  | Markku Alén             | Ilkka Kivimäki          | Fiat Abarth 124 Rallye     | WRC       |
| 1976 | 10º Rallye de Portugal Vinho do Porto | Sandro Munari           | Silvio Maiga            | Lancia Stratos HF          | WRC       |
| 1977 | 11º Rallye de Portugal Vinho do Porto | Markku Alén             | Ilkka Kivimäki          | Fiat 131 Abarth            | WRC       |
| 1978 | 12º Rallye de Portugal Vinho do Porto | Markku Alén             | Ilkka Kivimäki          | Fiat 131 Abarth            | WRC       |
| 1979 | 13º Rallye de Portugal Vinho do Porto | Hannu Mikkola           | Arne Hertz              | Ford Escort RS1800         | WRC       |
| 1980 | 14º Rallye de Portugal Vinho do Porto | Walter Röhrl            | Christian Geistdörfer   | Fiat 131 Abarth            | WRC       |
| 1981 | 15º Rallye de Portugal Vinho do Porto | Markku Alén             | Ilkka Kivimäki          | Fiat 131 Abarth            | WRC       |
| 1982 | 16º Rallye de Portugal Vinho do Porto | Michèle Mouton          | Fabrizia Pons           | Audi Quattro               | WRC       |
| 1983 | 17º Rallye de Portugal Vinho do Porto | Hannu Mikkola           | Arne Hertz              | Audi Quattro A1            | WRC       |
| 1984 | 18º Rallye de Portugal Vinho do Porto | Hannu Mikkola           | Arne Hertz              | Audi Quattro A2            | WRC       |
| 1985 | 19º Rallye de Portugal Vinho do Porto | Timo Salonen            | Seppo Harjanne          | Peugeot 205 Turbo 16       | WRC       |
| 1986 | 20º Rallye de Portugal Vinho do Porto | Joaquim Moutinho        | Edgar Fortes            | Renault 5 Turbo            | WRC       |
| 1987 | 21º Rallye de Portugal Vinho do Porto | Markku Alén             | Ilkka Kivimäki          | Lancia Delta HF 4WD        | WRC       |
| 1988 | 22º Rallye de Portugal Vinho do Porto | Miki Biasion            | Carlo Cassina           | Lancia Delta Integrale     | WRC       |
| 1989 | 23º Rallye de Portugal Vinho do Porto | Miki Biasion            | Tiziano Siviero         | Lancia Delta Integrale     | WRC       |
| 1990 | 24º Rallye de Portugal Vinho do Porto | Miki Biasion            | Tiziano Siviero         | Lancia Delta Integrale 16V | WRC       |
| 1991 | 25º Rallye de Portugal                | Carlos Sainz            | Luís Moya               | Toyota Celica GT-Four      | WRC       |
| 1992 | 26º Rallye de Portugal                | Juha Kankkunen          | Juha Piironen           | Lancia Delta HF Integrale  | WRC       |
| 1993 | 27º Rallye de Portugal                | François Delecour       | Daniel Grataloup        | Ford Escort RS Cosworth    | WRC       |
| 1994 | 28º TAP Rallye de Portugal            | Juha Kankkunen          | Nicky Grist             | Toyota Celica Turbo 4WD    | WRC       |
| 1995 | 29º TAP Rallye de Portugal            | Carlos Sainz            | Luís Moya               | Subaru Impreza 555         | WRC       |
| 1996 | 30º TAP Rallye de Portugal            | Rui Madeira             | Nuno Rodrigues da Silva | Toyota Celica GT-Four      |           |
| 1997 | 31º TAP Rallye de Portugal            | Tommi Mäkinen           | Seppo Harjanne          | Mitsubishi Lancer Evo IV   | WRC       |
| 1998 | 32º TAP Rallye de Portugal            | Colin McRae             | Nicky Grist             | Subaru Impreza WRC         | WRC       |
| 1999 | 33º TAP Rallye de Portugal            | Colin McRae             | Nicky Grist             | Ford Focus WRC             | WRC       |
| 2000 | 34º TAP Rallye de Portugal            | Richard Burns           | Robert Reid             | Subaru Impreza WRC         | WRC       |
| 2001 | 35º TAP Rallye de Portugal            | Tommi Mäkinen           | Risto Mannisenmäki      | Mitsubishi Lancer Evo VI   | WRC       |
| 2002 | 36º TMN Rallye de Portugal            | Didier Auriol           | Thierry Barjou          | Toyota Corolla WRC         |           |
| 2003 | 37º TMN Rallye de Portugal            | Armindo Araújo          | Miguel Ramalho          | Citroën Saxo Kit Car       |           |
| 2004 | 38º TMN Rallye de Portugal            | Armindo Araújo          | Miguel Ramalho          | Citroën Saxo Kit Car       |           |
| 2005 | 39º TMN Rallye de Portugal            | Daniel Carlsson         | Mattias Andersson       | Subaru Impreza WRX         |           |
| 2006 | 40º PT-Rally de Portugal              | Armindo Araújo          | Miguel Ramalho          | Mitsubishi Lancer Evo VIII |           |
| 2007 | 41º Vodafone Rally de Portugal        | Sébastien Loeb          | Daniel Elena            | Citroën C4 WRC             | WRC       |
| 2008 | 42º Vodafone Rally de Portugal        | Luca Rossetti           | Matteo Chiarcossi       | Peugeot 207 S2000          | IRC       |
| 2009 | 43º Vodafone Rally de Portugal        | Sébastien Loeb          | Daniel Elena            | Citroën C4 WRC             | WRC       |
| 2010 | 44º Vodafone Rally de Portugal        | Sébastien Ogier         | Julien Ingrassia        | Citroën C4 WRC             | WRC       |
| 2011 | 45º Vodafone Rally de Portugal        | Sébastien Ogier         | Julien Ingrassia        | Citroën DS3 WRC            | WRC       |
| 2012 | 46º Vodafone Rally de Portugal        | Mads Østberg            | Jonas Andersson         | Ford Fiesta WRC            | WRC       |
| 2013 | 47º Vodafone Rally de Portugal        | Sébastien Ogier         | Julien Ingrassia        | Volkswagen Polo R WRC      | WRC       |
| 2014 | 48º Vodafone Rally de Portugal        | Sébastien Ogier         | Julien Ingrassia        | Volkswagen Polo R WRC      | WRC       |
| 2015 | 49º Vodafone Rally de Portugal        | Jari-Matti Latvala      | Miikka Anttila          | Volkswagen Polo R WRC      | WRC       |
| 2016 | 50º Vodafone Rally de Portugal        | Kris Meeke              | Paul Nagle              | Citroën DS3 WRC            | WRC       |
| 2017 | 51º Vodafone Rally de Portugal        | Sébastien Ogier         | Julien Ingrassia        | Ford Fiesta WRC            | WRC       |
| 2018 | 52º Vodafone Rally de Portugal        | Thierry Neuville        | Nicolas Gilsoul         | Hyundai i20 Coupe WRC      | WRC       |
| 2019 | 53º Vodafone Rally de Portugal        | Ott Tänak               | Martin Järveoja         | Toyota Yaris WRC           | WRC       |
| 2021 | 54º Vodafone Rally de Portugal        | Elfyn Evans             | Scott Martin            | Toyota Yaris WRC           | WRC       |
| 2022 | 55º Vodafone Rally de Portugal        | Kalle Rovanperä         | Jonne Halttunen         | Toyota GR Yaris Rally1     | WRC       |
| 2023 | 56º Vodafone Rally de Portugal        | Kalle Rovanperä         | Jonne Halttunen         | Toyota GR Yaris Rally1     | WRC       |
| 2024 | 57º Vodafone Rally de Portugal        | Sébastien Ogier         | Vincent Landais         | Toyota GR Yaris Rally1     | WRC       |

- WRC - rali-világbajnokság
- IRC - interkontinentális ralibajnokság

## Külső hivatkozások
- Hivatalos honlap